# Radionuklidbatterie

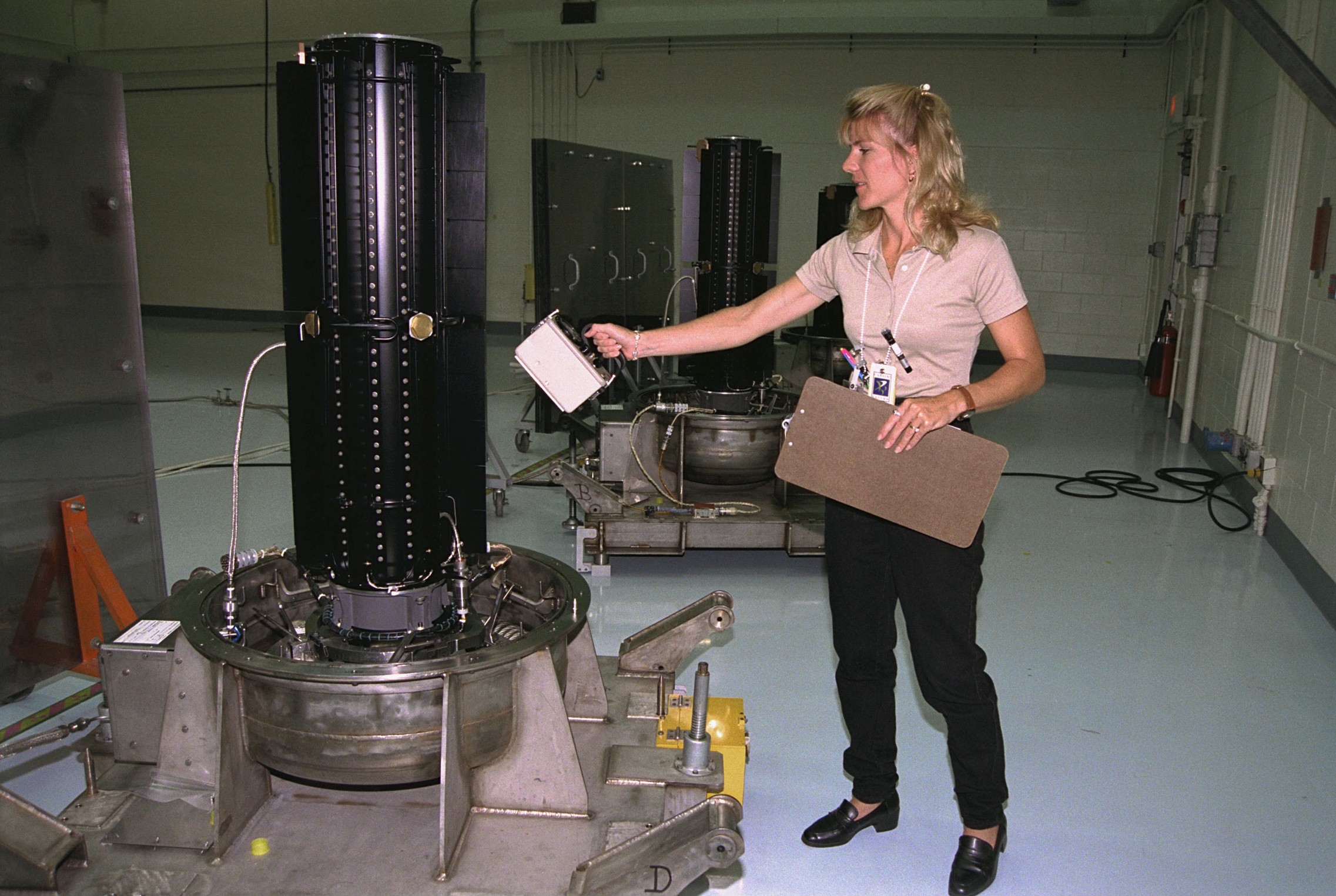
Aktivitätsmessungen an dem für Cassini-Huygens bestimmten Radioisotopengenerator im Kennedy Space Center

Eine Radionuklidbatterie, auch Radioisotopengenerator, Isotopenbatterie oder Atombatterie, wandelt die thermische Energie oder die Betastrahlung bzw. Alphastrahlung des spontanen Kernzerfalls eines Radionuklids in elektrische Energie um. Sie gewinnt ihre Energie aus radioaktivem Zerfall, nicht etwa aus einer Kernspaltung mit nachfolgender Kettenreaktion, und ist daher kein Kernreaktor. Wird die elektrische Energie nur aus der beim Zerfall freigesetzten Wärmeenergie über den thermoelektrischen Effekt gewonnen, spricht man von einem RTG (für radioisotope thermoelectric generator).
Radionuklidbatterien sind im Allgemeinen klein, kompakt und kommen ohne bewegliche Teile aus. Sie sind autonom, wartungsfrei und können über Jahre bis Jahrzehnte hinweg elektrische Energie liefern. Wirkungsgrade sind üblicherweise gering, da wartungsarme und leichte Energiewandler wichtiger sind als hohe Effizienz. Der Nachteil ist, dass die gelieferte Energie nicht gleichmäßig abgegeben wird, sondern exponentiell mit der Zeit abnimmt. Der Generator muss demnach so dimensioniert werden, dass er gegen Ende der geplanten Nutzungsdauer noch genügend Energie abgeben kann.
Das Prinzip wurde bereits vor Entdeckung der Kernspaltung theoretisch diskutiert. Bereits 1913 wurde – anhand des natürlicherweise als Produkt der Zerfallsreihe des 238U vorkommenden 226Ra – durch Henry Moseley (1887–1915) im Labor ermittelt, welche Eigenschaften eine derartige nukleare Batterie hätte. Praktisch eingesetzt wurde das Prinzip allerdings erst nach dem Zweiten Weltkrieg unter Verwendung künstlich hergestellter Radionuklide.

## Prinzip eines RTG
Durch den Zerfall eines Radionuklids entstehen Wärmeenergie und Strahlung. Während die Wärme bei einem Radionuklid-Heizelement als Wärmequelle verwendet wird, setzt ein RTG sie mit Hilfe eines Wandlers in elektrische Energie um. Das Radionuklid im RTG ist so angeordnet oder in so geringer Menge vorhanden, dass auch bei Isotopen von Transuranen die kritische Masse zur Zündung einer Kettenreaktion nicht erreicht wird.
Als Wandler werden bis heute am häufigsten thermoelektrische Generatoren (siehe auch unten im Kapitel Wandler) eingesetzt. Sie arbeiten verschleißfrei ohne bewegte Teile und sind daher gut für ihr Einsatzgebiet, beispielsweise sonnenferne, langlebige Raumsonden geeignet. Der Wirkungsgrad beträgt nur 3 bis 8 Prozent. Die darin zur Energiewandlung eingesetzten thermoelektrische Elemente benötigen zur Stromerzeugung einen möglichst großen Temperaturunterschied. Deshalb wird eine Seite durch das radioaktive Präparat erhitzt, die andere Seite strahlt über eine große Fläche mit hohem Emissionsgrad Wärmeleistung in die Umgebung ab und wird so gekühlt.
Alternativen sind im Entwicklungsstadium. Die vielversprechendste davon ist der AMTEC-Generator (Alkalimetall-thermisch-elektrischer Wandler, siehe unten). Er sollte ursprünglich auf der New-Horizons-Raumsonde eingesetzt werden, aus finanziellen Gründen wurde aber ein thermoelektrischer Generator (Typ GPHS-RTG) gewählt.

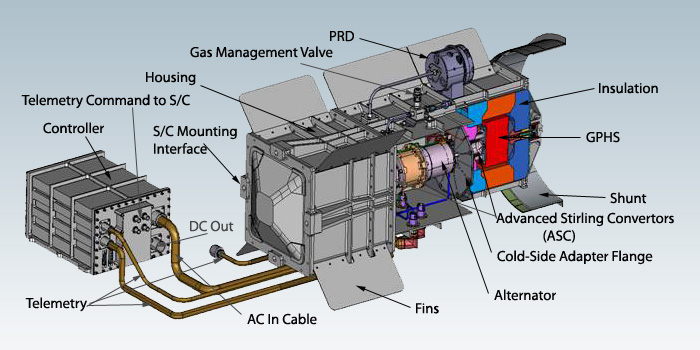
Teilschnitt-Darstellung eines ASRG (Advanced Stirling Radioisotope Generator)

Beim Konzept des „Advanced Stirling Radioisotope Generator“ (ASRG) wird mit der Wärme des Radioisotops ein Stirlingmotor betrieben, der wiederum einen Generator zur Stromerzeugung antreibt. Der Wirkungsgrad des Stirlingsmotors ist mit ca. 28 Prozent wesentlich höher als der von Thermoelementen, wodurch mit derselben Menge des Radionuklids wesentlich mehr elektrische Energie erzeugt werden kann. Aufgrund beweglicher Teile, die zum Ausfall des Systems führen können, ist ein ASRG jedoch nicht wartungsfrei. Bislang ist nur auf der Chinesischen Raumstation ein Stirlinggenerator im Einsatz. Dort wird bei einem Temperaturverhältnis von 2,2 zwischen warmem und kaltem Ende ein Wirkungsgrad von 24,7 % erreicht.

## Vergleich von Radionuklidbatterien und Kernreaktoren
Gegenüber Kernreaktoren besitzen Radionuklidbatterien ein schlechteres Masse-Leistungs-Verhältnis. Der Brennstoffzerfall ist unabhängig davon, ob elektrische Leistung entnommen wird oder nicht. Bei Radioisotopen fällt die Energieabgabe exponentiell ab, deshalb muss immer ein Überschuss an Brennstoff mitgenommen werden, was höhere Kosten und eine schwerere Abschirmung erfordert. Vorteilhaft gegenüber Kernreaktoren sind hingegen die robustere und einfachere Bauweise mit weniger beweglichen Teilen und die Möglichkeit, auch im Bereich weniger Watt Leistung operieren zu können, was für Kernreaktoren üblicherweise nicht möglich ist, da eine Mindestmasse zum Erreichen und Erhalten von Kritikalität nötig ist. Auch thermisches Durchgehen bzw. Leistungsexkursion sind bei Radionuklidbatterien ausgeschlossen, da keine Kettenreaktion vorliegt und keine positiven Rückkopplungen möglich sind. Nachzerfallswärme ist in gewisser Weise das Wirkprinzip von RTGs, sodass selbige grundsätzlich auf deren Abführung angelegt sein müssen.

## Genutzte und theoretisch nutzbare Nuklide
Damit ein RTG während des Einsatzes nicht zu stark an Leistung einbüßt, sollte das verwendete Radionuklid eine Halbwertszeit besitzen, die um den Faktor 2 bis 5 länger als die geplante Betriebsdauer ist. In der Raumfahrt muss das Radionuklid hinreichend viel Energie abgeben, um eine in Relation zu seiner Masse und seinem Volumen große Wärmeabgabe zu erreichen. Andererseits muss eine dünne Abschirmung genügen, damit der RTG nicht zu schwer wird. Sensible Messinstrumente – bzw. bei bemannten Missionen die Crew – müssen vor Strahlenschäden geschützt werden und bei geplanter Gammaspektroskopie würde das Signal in bestimmten Wellenlängen vom RTG „übertönt“. Allerdings ist bei Missionen jenseits der van-Allen-Gürtel ohnehin Sorge zu tragen, dass die Nutzlast kosmische Strahlung, Sonnenwind usw. übersteht. Besonders problematisch sind daher die folgenden Eigenschaften: Betastrahler setzen Bremsstrahlung frei, Gammastrahler und Nuklide mit hoher Spontanspaltungsrate sind wegen der Freisetzung von Gammastrahlen und Neutronen nicht gut geeignet. Für eine hinreichend große spezifische Wärmeabgabe sollte die Halbwertszeit nicht unnötig lang sein, sonst wäre zu viel des Radionuklids nötig, wodurch die RTGs für eine vertretbare Startmasse zu schwer würden. Bei angedachten interstellaren Sonden sind Alphastrahler mit bis zu 10.000 Jahren Halbwertszeit in der Diskussion.
Bei Anwendungen auf der Erde ist die Masse der Abschirmung und die Leistungsdichte weniger wichtig, dafür spielt jedoch der Preis des Radionuklids eine entscheidende Rolle. Deshalb werden auf der Erde auch Betastrahler in RTGs verwendet. Die Zerfallsprodukte der gesamten Zerfallsreihe des gewählten Nuklids dürfen jedoch ebenfalls keine allzu durchdringende Strahlung abgeben.
Einige Isotope aus dem abgebrannten Brennstoff von Kernkraftwerken können verwendet werden, wie zum Beispiel 90Sr, 137Cs, 144Ce, 106Ru oder 241Am. Zu deren Gewinnung ist allerdings eine Wiederaufarbeitungsanlage nötig. Viele Isotope, darunter die Transurane, müssen erst aufwändig durch Neutronenbestrahlung in einem Reaktor erbrütet werden, wozu teilweise sogar mehrere Durchgänge durch eine Wiederaufarbeitungsanlage nötig sind, zum Beispiel 210Po, 238Pu oder 244Cm. 244Cm kostet ungefähr 160.000 US$/g.
Spaltprodukte aus Kernkraftanlagen sind ökonomisch attraktiv, da sie wenig oder keine andere Verwendung haben, und bei der Wiederaufarbeitung als Abfall gelten. Eine Nutzung dieses Koppelproduktes ist daher ökonomisch wie ökologisch (Kreislaufwirtschaft) prinzipiell wünschenswert. Allerdings sind die meisten Spaltprodukte Betastrahler und einige unter ihnen darüber hinaus starke Gammastrahler, was stärkere Abschirmung erfordert als bei Alphastrahlern. Diese Spaltprodukte haben keine kritische Masse, sodass der Größe entsprechender Anlagen keine physikalischen Grenzen gesetzt sind.
Natürlich vorkommende primordiale Nuklide sind zu langlebig und haben eine zu geringe Leistungsdichte oder sind sehr selten. Die radiogenen und kosmogenen Nuklide sind in zu geringer Konzentration vorhanden als dass ihre Extraktion aus natürlichen Quellen lohnend wäre. Auch bei Nukliden, welche in der Natur vorkommen wie 14C, 3H oder 210Po, welche in RTGs genutzt werden oder genutzt werden könnten, wird die künstliche Erzeugung bevorzugt, da sie wirtschaftlicher ist. Historisch wurde allerdings über die Nutzung des natürlich vorkommenden 226Ra diskutiert, bevor die Möglichkeit der Erzeugung künstlicher Radionuklide bestand.
Im Folgenden Eigenschaften und Verwendungen einiger wichtiger Radionuklide:
| Radio- nuklid | Halbwertszeit (Jahre) | Zerfall | Brennstoff     | Spezifische Leistung a (W/g) | Abschir- mung | Schmelzpunkt des Brennstoffs (°C) |
| ------------- | --------------------- | ------- | -------------- | ---------------------------- | ------------- | --------------------------------- |
| 060Co         | 0005,27               | β, γ    | Metall         | 018,9                        | schwer        | 1480                              |
| 090Sr         | 0028,78               | β, β    | SrTiO3         | 02,31                        | schwer        | 1910                              |
| 106Ru         | 0001,02               | β, β    | Metall         | 070,0                        | schwer        | 2310                              |
| 137Cs         | 0030,17               | β, γ    | CsCl oder Glas | 00,60                        | schwer        | 0646 / – b                        |
| 144Ce         | 0000,78               | β, β, γ | CeO2           | 062,6                        | schwer        | 2190                              |
| 147Pm         | 0002,62               | β       | Pm2O3          | 01,23                        | mittel        | 2130                              |
| 210Po         | 0000,38               | α       | GdPo           | 141                          | einfach       | 1630                              |
| 238Pu         | 0087,7                | α       | PuO2           | 00,568                       | einfach       | 2250                              |
| 242Cm         | 0000,45               | α       | Cm2O3          | 122                          | mittel        | 1950                              |
| 244Cm         | 0018,1                | α       | Cm2O3          | 02,84                        | mittel        | 1950                              |
| 241Am         | 0432,2                | α       | AmO2           | 00,112                       | mittel        | 2000                              |
| 243Am         | 7513 c                | α, β, α | AmO2           | 00,010 c                     | ≥ mittel      | 2000                              |

### Cobalt60Co
Cobalt 60Co wird durch Neutronenbeschuss von 59Co erzeugt und zerfällt mit einer Halbwertszeit von 5,26 Jahren unter Betazerfall zunächst in einen angeregten Zustand von 60Ni* und anschließend unter Aussendung von energiereicher Gammastrahlung in den Grundzustand dieses Nuklids. 60Co wird unter anderem zur Sterilisierung oder Konservierung von Lebensmitteln, zur Materialuntersuchung (Durchstrahlungsprüfung) und in der Krebstherapie in Form der Kobaltkanone verwendet. Bei der Verwendung in einer Radioisotopenbatterie wäre deshalb eine sehr dicke Abschirmung nötig.

### Strontium90Sr
Strontium 90Sr fällt als Spaltprodukt in Kernreaktoren an und ist ein Betastrahler mit 28,78 Jahren Halbwertszeit. Die Zerfallsenergie beträgt 0,546 MeV. Diese Betastrahlung setzt Bremsstrahlung frei. Das kurzlebige Zerfallsprodukt Yttrium 90Y setzt mit 2,282 MeV noch härtere Betastrahlung mit stärkerer Bremsstrahlung frei. Deshalb benötigt 90Sr eine viel dickere Abschirmung als ein Alpha-Strahler. 90Sr hat eine kurze Zerfallskette und zerfällt über 90Y mit 64,10 Stunden Halbwertszeit zu stabilem Zirkonium 90Zr. Die Strahlung ist nach etwa 900 Jahren auf einen ungefährlichen Wert gesunken. 90Sr kann in großen Mengen bei der Wiederaufarbeitung gewonnen werden und wird in RTGs auf der Erde verwendet, wo die Masse der Abschirmung nicht so entscheidend ist wie in der Raumfahrt. Als Erdalkalimetall bildet sich ein wasserlösliches Hydroxid, wenn das Metall oder Oxid in Kontakt mit Wasser gerät. Das Carbonat bzw. Sulfat sind schwer wasserlöslich, allerdings nicht sonderlich physikalisch beständig. Daher bietet sich Strontiumtitanat als chemisch wie physikalisch beständige Form an und wurde z. B. in der UdSSR auch großtechnisch für diese Verwendung hergestellt.

### Ruthenium106Ru
Ruthenium 106Ru fällt als Spaltprodukt in Kernreaktoren an und ist ein Betastrahler, der mit einer Halbwertszeit von 373,6 Tagen zu Rhodium 106Rh zerfällt, was zu einem schnellen Leistungsverlust der Isotopenbatterie führt. Es besitzt eine hohe Leistungsdichte und einen hohen Schmelzpunkt von 2310 °C. Da die emittierte Betastrahlung wiederum Bremsstrahlung freisetzt, wird eine dicke Abschirmung benötigt. Das Zerfallsprodukt 106Rh ist ebenfalls ein Betastrahler und zerfällt mit einer Halbwertszeit von 29,80 Sekunden unter Abgabe von harter Betastrahlung und intensiver Bremsstrahlung zu stabilem Palladium 106Pd.

### Caesium137Cs
Caesium 137Cs fällt als Spaltprodukt in Kernreaktoren an und hat 30,17 Jahre Halbwertszeit. Es benötigt eine aufwändige Abschirmung, da es starke Betastrahlung emittiert und das Zerfallsprodukt Barium 137mBa ein starker Gammastrahler ist. Als Vorteil kann gelten, dass es nur über die erwähnte Zwischenstufe (137mBa mit 2,55 Minuten Halbwertszeit) zu stabilem 137Ba zerfällt und nicht über eine lange Zerfallskette wie bei den Transuranen. 137Cs kann in großen Mengen bei der Wiederaufarbeitung gewonnen werden. Da das mit 2,33 Millionen Jahren Halbwertszeit sehr langlebige 135Cs ähnlich häufig als Spaltprodukt anfällt wie 137Cs, sind ohne Isotopentrennung nur etwa halb so große Leistungsdichten erreichbar. Aufgrund der starken Gammastrahlung, die sich kaum vollständig abschirmen lässt und der hohen Gesamtaktivität ist ein Einsatz problematisch.

### Cer144Ce
Cer 144Ce fällt ebenfalls als Abfallprodukt in Kernreaktoren an und besitzt eine gute Leistungsdichte. Jedoch ist die Halbwertszeit mit 284,9 Tagen für Anwendungen in der Regel zu kurz. Zudem ist es ein Betastrahler und setzt daher Bremsstrahlung frei. Das Zerfallsprodukt Praseodym 144Pr zerfällt mit 17,28 Minuten Halbwertszeit durch Betazerfall weiter zu Neodym 144Nd, wobei es noch härtere Bremsstrahlung freisetzt. Das 144Nd zerfällt durch Alphazerfall mit einer extrem langen Halbwertszeit von 2,29 Billiarden Jahren zum stabilen Cer 140Ce.

### Promethium147Pm
Promethium 147Pm ist ein Betastrahler und hat eine relativ kurze Halbwertszeit von 2,62 Jahren. Er wird in erster Linie im Rahmen der Betavoltaik zur Energieerzeugung genutzt, weiterhin unter anderem als anregender Betastrahler in Leuchtziffern von Uhren und in Kaltlichtquellen von Signalanlagen verwendet. Es fällt als Abfallprodukt in Kernreaktoren an und kann bei der Wiederaufarbeitung gewonnen werden. Promethium 147Pm zerfällt zu Samarium 147Sm, das wiederum durch Alphazerfall mit der sehr langen Halbwertszeit von 106 Milliarden Jahren zu stabilem Neodym 143Nd zerfällt.

### Polonium210Po
Polonium 210Po wird durch Neutronenbeschuss von 209Bi erzeugt. Es besitzt mit 141 W/g die höchste Leistungsdichte und benötigt als Alphastrahler nur eine geringe Abschirmung. Da die Halbwertzeit mit 138,376 Tagen gering ist, wurde es bisher nur im RHU des Lunochod eingesetzt, da dort die Missionsdauer ausreichend kurz war. Es zerfällt zum stabilen Bleiisotop 206Pb. Polonium-210 kommt natürlicherweise als Produkt der Zerfallsreihe von 238U vor, jedoch ist seine Extraktion aus Uranerz nur von akademischem Interesse. Hauptquelle sind Kernreaktoren mit Blei-Bismut-Kühlung, wo Polonium durch Neutroneneinfang gefolgt von Betazerfall aus Bismut entsteht.

### Radium226Ra
Radium kommt in der Natur als Zerfallsprodukt des 238U vor und war vom Zeitpunkt seiner Entdeckung bis etwa zum Zeitpunkt der Entdeckung der Kernspaltung das wichtigste Produkt des Bergbaus von Uranerzen. Da es eines der seltensten Elemente ist (≈300 mg Radium pro Tonne Uran im säkularen Gleichgewicht), war seine Gewinnung aus Erzen immer sehr teuer und wurde mit der Verfügbarkeit künstlicher Radionuklide fast vollständig aufgegeben. Vorteilhaft ist nichtsdestotrotz die Gewinnbarkeit aus entsprechenden Erzen oder Tailings auf rein chemischem Wege ohne der Notwendigkeit, kerntechnische Anlagen oder Teilchenbeschleuniger vorzuhalten. 226Ra ist ein Alphastrahler mit einer relativ langen Halbwertszeit von 1600 Jahren. Dadurch ergibt sich eine verhältnismäßig geringe spezifische Aktivität (das Curie war ursprünglich als die Aktivität von einem Gramm 226Ra definiert und entspricht 37 GBq) und damit auch eine geringe Leistungsdichte aber eine lange Lebensdauer. Der limitierende Faktor bei der Lebensdauer von Radium-RTGs wäre somit nicht der Zerfall des Radiums, sondern die Haltbarkeit anderer Bauteile bzw. der Effekt der Entwicklung des radioaktiven Edelgases Radon durch den Zerfall von Radium. Ist das Design nicht darauf angelegt, entstehendes Radon entweichen zu lassen, so sind auch die Beta- und Alphazerfälle aller weiteren Glieder der Zerfallskette bis zu stabilem 206Pb, sowie das jeweils anfallende Helium, relevant und müssen entsprechend bei der Konstruktion berücksichtigt werden. Radon ist ein flüchtiges Gas und kann leicht an andere Stellen gelangen oder sich in der Umgebung verteilen. Die resultierenden fein verteilten festen Zerfallsprodukte stellen unter Umständen eine radioaktive Belastung der Umgebung dar, was Einsätze an irdischen Standorten limitiert. Bei einer Raummission können die Teilchen sich an unerwünschten Stellen, z. B. auf Sensoren oder in der Elektronik ablagern. Der Alphazerfall von 226Ra zu 222Rn liefert 4,87 MeV, woraus sich anhand der spezifischen Aktivität eine Leistungsdichte von 28,87 W/kg ergibt.

### Plutonium238Pu

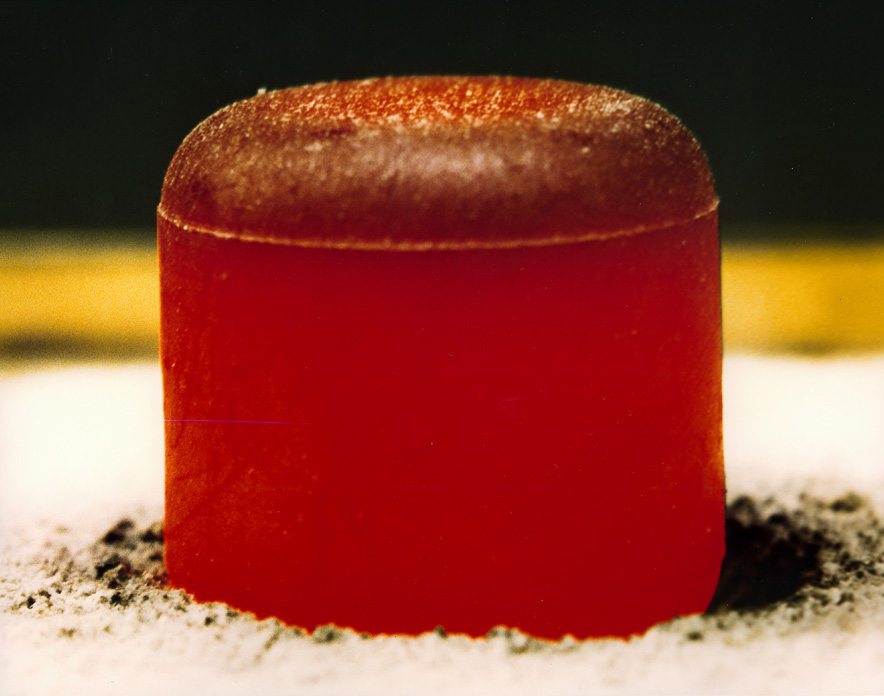
Durch Zerfallsenergie glühendes Pellet aus Plutonium(IV)-oxid – das Pellet im Foto gibt 62 W in Form von Wärme ab.

Plutonium 238Pu wird für die Verwendung in Radionuklidbatterien künstlich hergestellt. Es wird in den meisten RTGs der Raumfahrt verwendet. Typische Generatoren für Raumsonden sind mit keramischem Plutoniumdioxid (PuO2) in Form fester Blöcke befüllt. Es ist chemisch stabil, wasserunlöslich, zerstäubt nicht und hat einen höheren Schmelzpunkt als metallisches Plutonium. Die durch radioaktiven Zerfall entstehende Wärmeleistung des Brennstoffs beträgt etwa 500 W/kg.
238Pu ist ein Alphastrahler mit niedriger Spontanspaltungsrate und dadurch geringer Neutronen- und Gammaemission mit einer Halbwertszeit von 87,7 Jahren. Die relativ lange Halbwertszeit (= mehrere Jahrzehnte Einsatzzeit des RTG) und geringe Emission schwer abschirmbarer Strahlung führen dazu, dass es nur die dünnste Strahlenabschirmung der hier genannten Nuklide benötigt. Eine Menge von 300 g 238Pu liefert nach thermoelektrischer Wandlung mit etwa 8 % Wirkungsgrad zum Beispiel etwa 11 W elektrische Leistung, innerhalb von 10 Jahren somit etwa 933 kWh elektrische Energie. Geringe Mengen 238Pu finden sich in abgebrannten Brennstäben aus Atomreaktoren, aber aufgrund der Mischung mit anderen Plutoniumisotopen wäre eine Extraktion umständlich und teuer. Üblicherweise wird 237Np in Kernreaktoren mit Neutronen bestrahlt, welches über Neutroneneinfang und Betazerfall 238Pu liefert. 237Np ist verhältnismäßig einfach verfügbar, da es bis zu einem Masseprozent von kommerziellem abgebranntem Brennstoff ausmacht und kaum andere Anwendungen hat.

### Curium242Cm
Curium 242Cm besitzt die zweithöchste Energiedichte und mit 162,8 Tagen eine sehr kurze Halbwertszeit. Seine Herstellung ist aufwändig und sehr teuer. Es zerfällt direkt zu 238Pu und wird hier nur der Vollständigkeit wegen erwähnt.

### Curium244Cm
Curium 244Cm muss in Kernreaktoren erbrütet werden und hat 18,1 Jahre Halbwertszeit. Es ist ein Alphastrahler, jedoch ist seine Spontanspaltungsrate und damit die Neutronen- und Gammastrahlung höher als die von 238Pu, sodass die Abschirmung dicker sein muss. Seine Halbwertszeit ist viel geringer, so dass ein RTG mit ihm eine viel kürzere Einsatzdauer hätte.

### Americium241Am
Americium 241Am entsteht beim Betazerfall von 241Pu, das in Kernreaktoren in kleinen Mengen erbrütet wird. Es ist mit 432,2 Jahren Halbwertszeit für RTGs geeignet, die nicht nur Jahrzehnte, sondern jahrhundertelang elektrische Energie liefern müssen. Jedoch ist Americium kein reiner Alphastrahler, sondern gibt beim Zerfall große Mengen relativ weicher Gammastrahlung ab, weil nur zirka 0,35 % aller 241Am-Atome die gesamte Zerfallsenergie dem Alphateilchen mitgeben. Die Neutronenabgabe ist höher als bei 238Pu. Deshalb würden RTGs mit diesem Isotop eine etwas dickere Abschirmung als die mit 238Pu-Füllung benötigen. 241Am wird auch in Rauchmeldern verwendet, welche über die Ionisation der Luft arbeiten. Hiermit besteht bereits einiges an Erfahrung in der großtechnischen Extraktion und Handhabung dieses Nuklids und ein möglicher sekundärer Absatzmarkt. Das beim Zerfall entstehende 237Np ist mit 2,144 Mio. Jahren Halbwertszeit ein langlebiger Alphastrahler und Ausgangspunkt der Neptunium-Reihe. ESA forscht mit dem ENDURE-Programm an einem technisch ausgereiften RTG auf Basis von 241Am, der bis zum Ende der 2020er Jahre zum Einsatz kommen soll.

### Americium243Am
Americium 243Am entsteht beim Betazerfall des von Kernreaktoren in sehr kleinen Mengen erbrüteten Plutonium 243Pu. Es wäre mit 7370 Jahren Halbwertszeit für RTGs mit etwa 5000 Jahren Einsatzdauer geeignet.
Für Americium wie Curium gilt, dass sie in abgebrannten MOX-Brennelementen in höheren Mengen enthalten sind, als in „gewöhnlichem“ Uranbrennstoff. Grund dafür ist, dass MOX-Brennstoff einen höheren Gehalt schwererer Actinoide (Massezahl 238 und aufwärts) hat, und daher weniger Neutroneneinfänge nötig sind um die Isobaren der Massezahlen 241–243 zu erzeugen. Da die Hauptbestandteile von abgebrannten MOX-Brennelementen (238U und eine Pu-Mischung mit hohen Anteilen nicht spaltbaren 240Pu und 242Pu) jedoch wenig attraktiv sind, werden die ohnehin knappen Kapazitäten in Wiederaufarbeitungsanlagen kaum zur Wiederaufarbeitung von MOX genutzt, weswegen diese potentielle Ressource fast vollständig brach liegt.

## Wandler
Zur Energiewandlung kommen mehrere Prinzipien in Frage bzw. wurden erprobt:

Schema eines Thermoelektrischen Wandlers

- Thermoelektrischer Generator: (engl. radioisotope thermoelectric generator, kurz RTG) ein Radionuklid erzeugt Wärme und betreibt einen thermoelektrischen Generator auf Basis des Seebeck-Effekt. Diese Art Isotopengeneratoren ist die gebräuchlichste. Er enthält ein oder mehrere radioaktive Heizelemente, die direkt in den Radioisotopengenerator eingeschoben werden. Der Radioisotopengenerator besteht aus einem Metallzylinder, in dessen Wand die Thermoelemente eingelassen sind. Er besitzt an seiner Außenwand Kühlrippen, um die von den Heizelementen erzeugte Wärme abzugeben und so die für den Betrieb der Thermoelemente notwendige Temperaturdifferenz herzustellen. Der Wirkungsgrad liegt bei 3 bis 8 Prozent.
- Thermionischer Generator: er nutzt die Glühemission von Elektronen aus einer durch das Radionuklid erhitzten Glühkathode. Wirkungsgrad etwa 10 bis 20 Prozent, allerdings sind hohe Temperaturen von zumindest etwa 750 °C[Anm 2] notwendig.
- Thermophotovoltaischer Generator: er nutzt die Infrarotstrahlung des sich bis zur Glut erhitzenden Radionuklides und wandelt sie mit Photodioden ähnlich wie Solarzellen in Strom um. Der Wirkungsgrad liegt anfänglich bei 20 bis 30 Prozent, sie degradieren allerdings bei Betrieb mit Radionukliden durch Strahlenschäden ziemlich schnell.
- Betavoltaik-Batterien: sie wandeln Betastrahlung in einem Halbleiter ähnlich einer Photodiode direkt in elektrischen Strom um. Das Problem ist hier der schlechte Wirkungsgrad, der bei rund 7 Prozent liegt. Das Thema ist Gegenstand von Forschungen der USAF.[18] Hierbei spielt die Zerfallswärme keine Rolle.
- Alphavoltaik-Batterien[19]: sie wandeln Alphastrahlen in elektrische Energie um. Die Zerfallswärme wird ebenfalls nicht genutzt.
- Alkalimetall-thermisch-elektrischer Wandler: (engl. alkali-metal thermal to electric converter, kurz AMTEC). Er nutzt Komponenten der Natrium-Schwefel-Batterie. Der Aufbau ähnelt einer Brennstoffzelle: Durch die Wärme des Radionuklides verdampftes Natrium wird durch einen Festelektrolyt aus Aluminiumoxid-Keramik gedrückt. Da die Keramik nur Na+-Ionen leitet, muss das Elektron über einen Verbraucher zum anderen Ende der Keramik fließen. Dort vereinigen sich Natriumion und Elektron und werden an einem Kondensator verflüssigt. Das flüssige Natrium wird mit Hilfe einer magnetohydrodynamischen Pumpe zum Verdampfer transportiert, der Kreislauf beginnt von vorne. Der Wirkungsgrad liegt bei 15 bis 25 Prozent, in Zukunft werden bis zu 40 Prozent für möglich gehalten.
- Stirlingmotor: (engl. stirling radioisotope generator, kurz SRG). Die von den Radioisotopen erzeugte Wärme treibt einen Stirlingmotor an. Sein Wirkungsgrad (20 bis 30 Prozent) ist höher als bei thermoelektrischen Elementen, im Gegensatz zu thermoelektrischen oder AMTEC-Wandlern benutzt er allerdings bewegte Teile. Die inzwischen entwickelten Advanced Stirling Radioisotope Generators sind bisher noch nicht eingesetzt worden. Wegen des Risikos durch die beweglichen Teile der Generatoren plant die NASA, sie zuerst bei einer preiswerten Mission zu testen, bevor sie bei einer teuren Mission verwendet werden.[20]
- Dampfzyklus: Prinzipiell denkbar wäre auch – analog zu anderen Dampfkraftwerken – ein Zyklus mit Dampferzeuger, Dampfturbine, Kondenser usw. unter Umständen mit Entnahme von Kühlwasser aus der Umgebung. Der Nachteil eines solchen Systems ist, dass Wartungsarmut, geringes Gewicht und geringe Größe vollständig verloren gehen. Dafür können Wirkungsgrade erzielt werden, welche deutlich oberhalb der anderen Optionen liegen. Lohnend wäre ein solcher Einsatz nur als stationäres Kraftwerk mit entsprechender Bedienmannschaft – entweder zur Versorgung eines konstante Leistung benötigenden Inselnetzes oder als Grundlast-Lieferant im Verbundnetz. Da eine derartige Anlage große Mengen Radionuklide benötigt, um sinnvoll arbeiten zu können, scheiden Transurane mit niedriger kritischer Masse aus. Aufgrund der erwähnten Hindernisse und der hohen Kosten geeigneter Radionuklide wurde keine derartige Anlage je gebaut oder in Erwägung gezogen. Denkbar wäre jedoch ein Einsatz in Kombination mit einer Wiederaufarbeitungsanlage für abgebrannte Kernbrennstoffe um die Zerfallswärme der radioaktiven Spaltprodukte als Koppelprodukt einer sinnvollen Nutzung zuzuführen.

## Anwendungen
Aufgrund der hohen Energiedichte bei gleichzeitiger Wartungsarmut und voll- oder teilautomatischem Betrieb über die gesamte Einsatzdauer bieten sich Radionuklidbatterien für Inselnetze in unzugänglichen Bereichen und an Orten, wo regelmäßige Versorgung mit Treibstoff oder Ersatzteilen schwer bis gar nicht möglich ist, an. Neben dem Einsatz im Weltraum, welcher nach wie vor ungebrochene Bedeutung genießt, ist auf Erden vor allem der Einsatz in der Periökumene zu nennen, also in Wetter- und Forschungsstationen, Bergbaucamps und dergleichen inmitten unbesiedelter Gebiete. Aufgrund der zunehmenden Effizienz von Solarzellen und Windkraftanlagen sowie allgemeinen Bedenken gegen den Einsatz radioaktiver Stoffe wird dieser Einsatz jedoch seltener. Aufgrund der hohen Kosten des Transports von Polardiesel zu entlegenen Forschungsstationen und der immensen Umweltgefahr einer Ölpest in kalten Gewässern, in welchen der biologische Abbau der schädlichen Substanzen deutlich länger dauert, gibt es jedoch nach wie vor Argumente für den Einsatz von Radionuklidbatterien und/oder Small Modular Reactors in „klassischen“ irdischen Anwendungsfällen.

### Weltraum

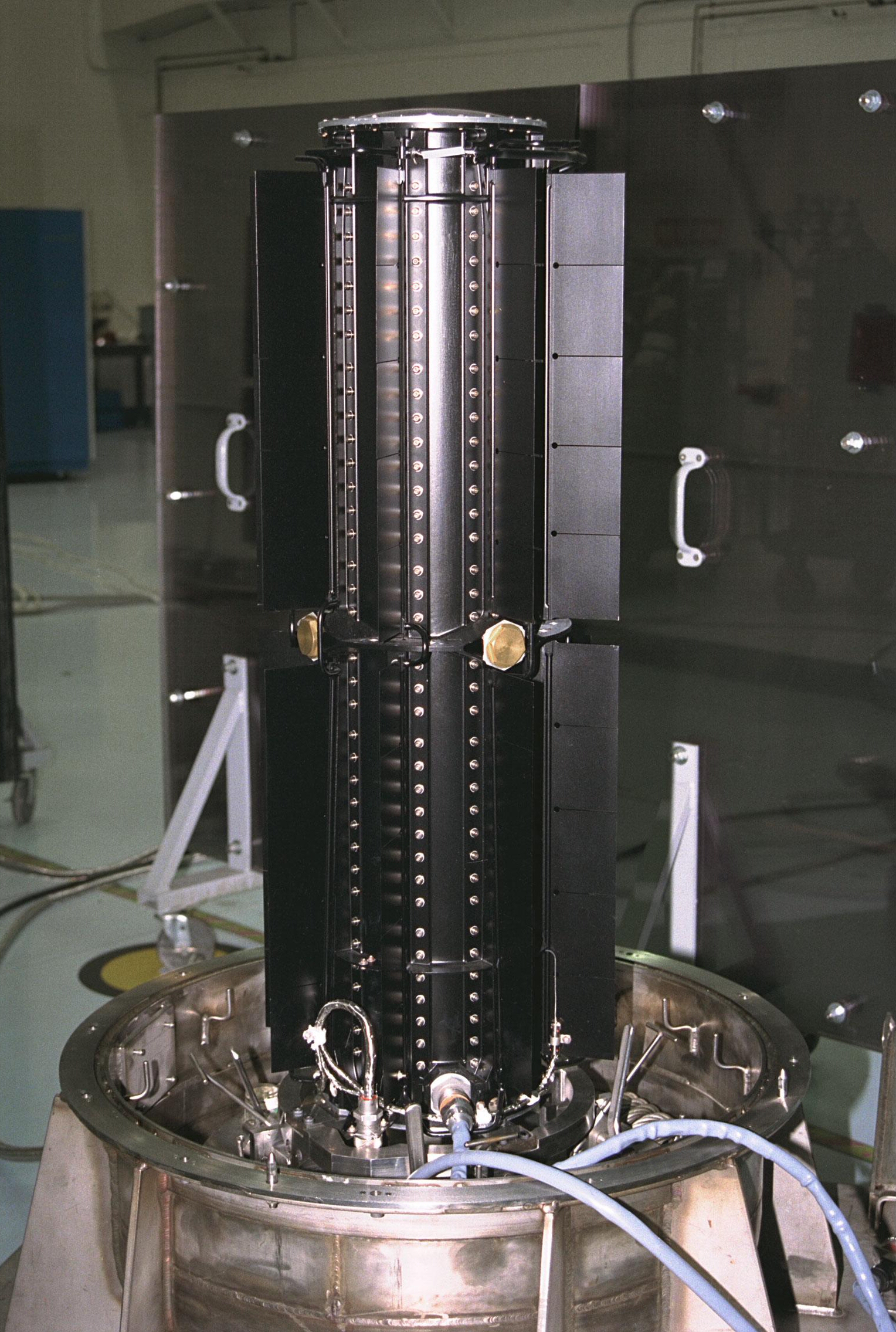
Einer der Radioisotopengeneratoren für Cassini-Huygens

In der Raumfahrt dienen RTGs zur Stromversorgung und RHUs zur Heizung. Jenseits der Mars-Umlaufbahn reichte lange die Strahlung der Sonne nicht mehr aus, mit Solarzellen in praktikabler Größe den Energiebedarf der Sonden zu decken. Hinzu kommt, dass Jupiter und die übrigen Gasplaneten von starken Strahlungsgürteln umgeben sind, sodass die Solarzellen schnell degradiert oder zerstört werden. RTGs waren die einzigen Generatoren, die leicht und zuverlässig genug sind, um in eine Sonde integriert zu werden und die ausreichend lange Strom liefern können. Alle Raumsonden, die bis zum Jahr 2010 zum Planeten Jupiter oder weiter geschickt wurden, wie Pioneer 10, Pioneer 11, Voyager 1, Voyager 2, Galileo, Ulysses, Cassini und New Horizons wurden deshalb mit Isotopenbatterien ausgerüstet.
Die Raumsonde Rosetta, die den Kometen Tschurjumow-Gerassimenko bis 2016 untersuchte, verwendete Solarzellen, obwohl sie sich zwischenzeitlich weiter als der Jupiter von der Sonne entfernte. In dieser Zeit befand sich die Sonde in einem Stand-by-Betrieb bei minimalem Energiebedarf. Der Hauptteil der Mission fand statt, als der Komet sich auf seiner exzentrischen Umlaufbahn in Perihelnähe und damit in Sonnennähe befand. Somit stand während der eigentlichen Mission am Kometen genügend Energie zur Verfügung.
Durch intensive Forschung wurde der Wirkungsgrad der Solarzellen und die Strahlungsresistenz hoch genug und der Energiebedarf der Sonden klein genug, dass solarbetriebene Missionen zu Jupiter möglich wurden, das gilt für die 2011 gestartete Raumsonde Juno, den Jupiter Icy Moons Explorer und Europa Clipper.
Die Anfang der 1970er-Jahre von den Apollo-Astronauten auf dem Mond aufgestellten automatischen Messstationen (ALSEP) bezogen ihre Energie ebenfalls von Isotopenbatterien, um kontinuierlich arbeiten zu können.
Der Lander der Chinesischen Mondsonde Chang’e-3 hat einen RTG an Bord, um auch während der etwa 14-tägigen Mondnacht weiterarbeiten zu können.
Bei Militärsatelliten spielt die geringere Größe gegenüber Solarzellen eine Rolle sowie die größere Unempfindlichkeit gegen Strahlung. Satelliten, die in einem niedrigen Orbit (LEO) kreisen, werden durch die Hochatmosphäre abgebremst, geringe Ausmaße sind hier besonders wichtig.
Russland (bzw. die Sowjetunion) setzte ebenfalls RTGs sowohl bei zivilen als auch bei militärischen Missionen ein, konzentrierte sich in der Raumfahrt aber eher auf Kernreaktoren (RORSAT). Über sowjetische/russische Aktivitäten wurde nur sehr wenig veröffentlicht, die folgende Liste ist daher USA-dominiert. Es kann aber davon ausgegangen werden, dass die UdSSR in vergleichbarem Umfang RTGs eingesetzt hat.
| Jahr | Name        | Mission                            | Anzahl | Radio- nuklid | elektrische Leistung je RTG in W (Start) |
| ---- | ----------- | ---------------------------------- | ------ | ------------- | ---------------------------------------- |
| 1958 | SNAP-1      | 1958 gestrichen                    | ?      | 144Ce         | 500                                      |
| 1958 | SNAP-1A     | 1958 Bodentest                     | ?      | 144Ce         | 125                                      |
| 1961 | SNAP-3      | Transit 4A                         | 1      | 238Pu         | 002,7                                    |
| 1961 | SNAP-3      | Transit 4B                         | 1      | 238Pu         | 002,7                                    |
| 1963 | SNAP-9      | Transit 5BN-1                      | 1      | 238Pu         | 025                                      |
| 1963 | SNAP-9      | Transit 5BN-2                      | 1      | 238Pu         | 025                                      |
| 1965 | Orion-1     | Kosmos 84                          | 1      | ?             | ?                                        |
| 1965 | Orion-1     | Kosmos 90                          | 1      | ?             | ?                                        |
| 1965 | SNAP-17     | Kommunikationssatellit, gestrichen | ?      | 090Sr         | 025                                      |
| 1966 | SNAP-11     | Surveyor (gestrichen), Bodentest   | ?      | 242Cm         | 025                                      |
| 1969 | SNAP-29     | USAF                               | ?      | 210Po         | 400                                      |
| 1969 | SNAP-19B3   | Nimbus B                           | 2      | 238Pu         | 028,2                                    |
| 1969 | SNAP-19B3   | Nimbus III                         | 2      | 238Pu         | 028,2                                    |
| 1969 | SNAP-27     | EALSEP                             | 1      | 238Pu         | 075                                      |
| 1969 | SNAP-27     | ALSEP A1                           | 1      | 238Pu         | 075                                      |
| 1970 | SNAP-27     | ALSEP B                            | 1      | 238Pu         | 075                                      |
| 1971 | SNAP-27     | ALSEP C                            | 1      | 238Pu         | 075                                      |
| 1971 | SNAP-27     | ALSEP A2                           | 1      | 238Pu         | 075                                      |
| 1972 | SNAP-19     | Pioneer 10                         | 4      | 238Pu         | 040                                      |
| 1972 | SNAP-27     | ALSEP D                            | 1      | 238Pu         | 075                                      |
| 1972 | Transit-RTG | Triad 1                            | 1      | ?             | ?                                        |
| 1972 | SNAP-27     | ALSEP E                            | 1      | 238Pu         | 075                                      |
| 1973 | SNAP-19     | Pioneer 11                         | 4      | 238Pu         | 040                                      |
| 1975 | SNAP-19     | Viking 1                           | 2      | 238Pu         | 043                                      |
| 1975 | SNAP-19     | Viking 2                           | 2      | 238Pu         | 043                                      |
| 1976 | MHW-RTG     | LES-8                              | 2      | 238Pu         | 154                                      |
| 1976 | MHW-RTG     | LES-9                              | 2      | 238Pu         | 154                                      |
| 1977 | MHW-RTG     | Voyager 2                          | 3      | 238Pu         | 158                                      |
| 1977 | MHW-RTG     | Voyager 1                          | 3      | 238Pu         | 158                                      |
| 1989 | GPHS-RTG    | Galileo                            | 2      | 238Pu         | 290                                      |
| 1990 | GPHS-RTG    | Ulysses                            | 1      | 238Pu         | 280                                      |
| 1996 | RTG-Angel   | Mars 96                            | 4      | 238Pu         | N/A                                      |
| 1997 | GPHS-RTG    | Cassini-Huygens                    | 3      | 238Pu         | 285                                      |
| 2006 | GPHS-RTG    | New Horizons                       | 1      | 238Pu         | 240                                      |
| 2011 | MMRTG       | Curiosity                          | 1      | 238Pu         | 110                                      |
| 2013 | ?           | Chang’e-3                          | 1      | 238Pu         | ?                                        |
| 2020 | MMRTG       | Perseverance                       | 1      | 238Pu         | 110                                      |

Die ESA hat bisher keine eigenen RTGs entwickelt und ist für die Versorgung mit RTGs und RHUs zu 100 % von anderen Raumfahrtnationen abhängig, entwickelt aber eigene RHU und RTGs, die gegen Ende der 2020er Jahre für Raummissionen bereitstehen sollen. Bei der ESA-Ministerkonferenz 2022 wurde ENDURE (EuropeaN Devices Using Radioisotope Energy) im Rahmen des General Support Technology Programms vorgestellt und beschlossen. Dieses Programm zielt darauf ab, allgemein für Missionen verwendbare Technologien zu entwickeln, auf die zukünftige Missionen zugreifen können. Als Radionuklid soll dabei Americium 241Am zum Einsatz kommen, das in Aufbereitungsanlagen aus abgebrannten Kernbrennstäben gewonnen wird. Die Technologie soll bis zum Ende der 2020er TRL 4 erreichen, dabei alle Schritte von der Gewinnung des radioaktiven Materials bis zum integrationsfähigen RTG umfassen. RTGs mit 241Am würden nicht nur Jahrzehnte, sondern Jahrhunderte lang Energie liefern und komplett neue Langzeitmissionen ermöglichen, nicht nur für Missionen in das äußere Sonnensystem, sondern auch für stationäre Langzeit-Mondmissionen oder Marsmissionen.

### Erde
Bevor es kleine und langlebige Batterien gab, wurden RTGs auf der Basis von 238Pu für die Versorgung von Herzschrittmachern eingesetzt. Zwischen 1971 und 1976 wurden solche Herzschrittmacher auch in Deutschland implantiert. Sie enthielten 200 mg Plutonium.
Schon vorher produzierte die Firma Biotronik einen Herzschrittmacher, der zur Energieerzeugung das Betavoltaik-Prinzip auf der Basis des Betazerfalls von 147Pm nutzte.
RTGs wurden zur Versorgung von Leuchttürmen und Befeuerungen in entlegenen Regionen der UdSSR eingesetzt. Mit etwa 1000 Stück wurden am häufigsten 90Sr-Generatoren vom Typ Beta-M eingesetzt. Sie sind teilweise noch heute in Betrieb.

## Sicherheit

### Weltall
In den Anfangstagen der Raumfahrt wurden RTGs nur mit geringer Abschirmung gebaut. Die Abschirmung war dazu gedacht, die Instrumente des Satelliten ausreichend vor der Strahlung des Radioisotops zu schützen. Da sowieso Schutzmaßnahmen gegen die kosmische Strahlung vorhanden waren, war das eher einfach zu realisieren. Für einen atmosphärischen Wiedereintritt waren die RTGs der damaligen Zeit nicht ausgelegt, sie waren vielmehr so gebaut, dass sie im Falle eines Unfalles in der Atmosphäre verglühen sollten. Die Brennstoffe hätten sich somit als Staub und dann Fall-Out über ein großes Gebiet verteilt. Die daraus resultierende radioaktive Belastung durch eine RTG-Einheit (maximal 8 kg Brennstoff) wurde angesichts der weltweit stattfindenden Kernwaffentests und der dadurch freigesetzten und produzierten Menge radioaktiven Materials (mehrere 1000 Tonnen) für vernachlässigbar gehalten. Unfälle von Satelliten mit Kernreaktoren statt Radionuklidbatterien als Energiequelle, wie die sowjetische Kosmos 954, führten allerdings zu einer weit größeren radioaktiven Belastung.
Im Oktober 1963 trat der Vertrag über das Verbot von Kernwaffenversuchen in der Atmosphäre, im Weltraum und unter Wasser in Kraft. Die ionisierende Strahlung aus menschengemachten Quellen ging weltweit schnell zurück.
Am 21. April 1964 versagte die Able-Star-Oberstufe einer Thor-DSV2A Able-Star -Trägerrakete, die die Satelliten Transit 5BN-3 und Transit 5E-3 in den Weltraum bringen sollte. Die Satelliten traten wieder in die Erdatmosphäre ein, wobei in etwa 50 km Höhe die SNAP-9A-Radionuklidbatterie von Transit 5BN-3 verglühte und das 238Pu mit einer Aktivität von 629 TBq (17.000 Curie) freigesetzt wurde. Das Plutonium aus diesem Ereignis ist bis heute weltweit messbar.

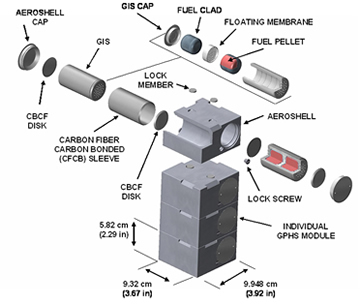
General Purpose Heat Source

Durch die Wandelung des Bildes der Kerntechnik in den 1960er und 70er Jahren und durch den oben genannten Absturz rückten auch RTGs in den Fokus von Politik und Öffentlichkeit. Von nun an stand maximale Sicherheit an vorderster Stelle. Alle RTGs werden seitdem für einen Wiedereintritt und ein Explodieren der Rakete auf der Startrampe ausgelegt, was das Masse-Leistungs-Verhältnis jedoch drastisch verschlechterte und die Kosten in die Höhe trieb. Im Folgenden nun der Aufbau eines modernen GPHS-RTG (General Purpose Heat Source – Radioisotope Thermoelectric Generator) zur Illustration der Sicherheitsmaßnahmen, sie wurden bei Cassini-Huygens, New Horizons, Galileo und Ulysses eingesetzt:

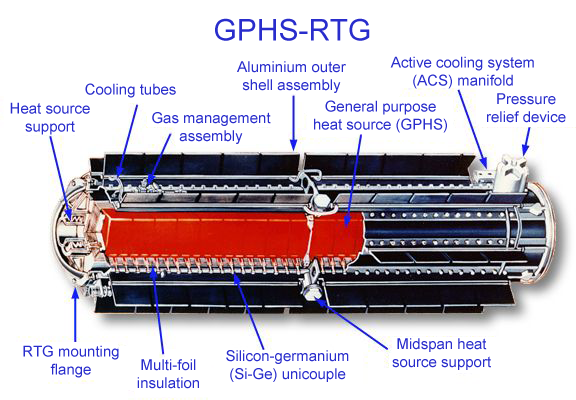
Schnittbild des fertigen GPHS-RTGs

1. Der Brennstoff (Plutoniumdioxid) wird zum Schutz vor Korrosion in Iridiumklötzchen gefüllt.
2. Zwei Brennstoffklötzchen werden in einen kleinen Zylinder aus Graphit gefüllt, mit einer Membran voneinander getrennt und zugeschraubt (Graphite Impact Shell).
3. Zwei dieser Graphitzylinder werden parallel in einen größeren Graphitblock gesteckt, dieser wird zugeschraubt und gegen Herausdrehen gesichert (Aeroshell).
4. Neun dieser Blöcke werden übereinandergestapelt und gegeneinander fixiert.
5. Die daraus resultierende Anordnung wird in einen Zylinder gesteckt, der die Thermowandler enthält; es folgt eine Trennwand (Midspan Heat Source Support), dann ein weiterer Stapel.
6. Die Wand, die die thermoelektrischen Wandler enthält, ist isoliert.
7. Außen sind die Radiatoren aus Aluminium angebracht und ein Überdruckventil zum Ablassen des aus den Alphateilchen entstehenden Heliums.

Die fertige Einheit wiegt ca. 57 kg, davon sind 7,8 kg Brennstoff. Das Sicherheitskonzept funktioniert folgendermaßen: Beim atmosphärischen Wiedereintritt verglühen die Aluminiumradiatoren, die Wärmedämmung schützt das Innere, bis auch sie verglüht. Die Graphitblöcke (Aeroshell) überstehen den Wiedereintritt. Beim Einschlag auf der Oberfläche zerbrechen sie und geben die Graphitzylinder (Graphite Impact Shell) frei. An Land können die Überreste nun lokal geborgen werden, da die Graphitblöcke als Einheit abstürzen. Die Segmentierung soll im Falle einer Beschädigung vor dem Wiedereintritt die Sicherheit erhöhen. Bei einem Einschlag im Meer ist eine Bergung nicht vorgesehen. Die Graphitzylinder gehen unverzüglich unter. Graphit korrodiert nicht. Falls nach mehreren Jahrzehnten die Zylinder beschädigt werden, ist der Brennstoff noch von einer Schicht aus Iridium umgeben, dem korrosionsbeständigsten Element. Meerwasser ist ein sehr gutes Abschirmmaterial und durch einen Gehalt von ~3 Mikrogramm Uran pro Liter ohnehin leicht radioaktiv, sodass auch eine Freisetzung der gesamten radioaktiven Masse im Vergleich zur natürlichen Radioaktivität kaum ins Gewicht fiele. Problematisch könnte unter Umständen Bioakkumulation werden, jedoch ist die chemisch inerte Form des Brennstoffs selbst und die vermutlich für Tiere wenig attraktive Anmutung der Kapsel ein weiteres Hindernis.
Das Funktionieren dieser Sicherheitsmaßnahmen wurde bei Nimbus B und Apollo 13 unter Beweis gestellt. Die Thorad-SLV2G Agena-D Rakete von Nimbus B und der Sekundärnutzlast SECOR 10 musste kurz nach dem Start gesprengt werden. Die Brennstoffkapseln der beiden SNAP 19 RTG von Nimbus B hielten trotz der Raketen-Explosion dicht und konnten vor der Vandenberg Air Force Base aus dem Meer geborgen werden. Das 238Pu wurde bei Nimbus 3 wiederverwendet. Als die Mondfähre von Apollo 13 in der Erdatmosphäre nahe der Fidschi-Inseln verglühte, war ein SNAP-27 RTG an Bord und fiel in den Tongagraben. Bei nachträglich durchgeführten Luft- und Wassermessungen konnte kein 238Pu festgestellt werden: Der Behälter hielt dem Aufprall offensichtlich stand.
Auch beim Marslander Perseverance wurde ein Multi-Mission Radioisotope Thermoelectric Generator MMRTG zur sicheren Energieversorgung eingesetzt.

### Erde

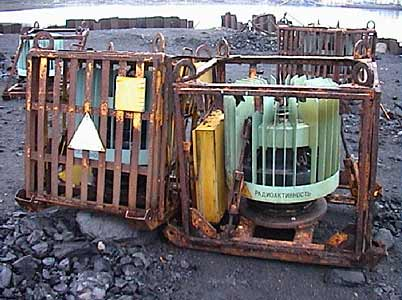
Ein RTG aus sowjetischer Produktion auf der Halbinsel Kola

Wegen der insgesamt großen Menge von radioaktivem Material wird die Anwendung in den Nachfolgestaaten der UdSSR als problematisch gesehen. Dort wurden zwischen 1976 und den 1990er-Jahren 1007 Radioisotopengeneratoren hergestellt. Sie wurden für Verwendungszwecke wie die Stromversorgung abseits gelegener Leuchttürme oder militärischer Funk-Relaisstationen konstruiert, wobei wegen des hohen Leistungsbedarfs dieser Anwendungen und des geringen Wirkungsgrades der Stromerzeugung große Mengen (bis zu über 100 kg) radioaktiven Materials eingesetzt wurden, meist 90Strontium. Das 90Sr wurde von den RTGs in der Verbindung Strontiumtitanat oder als Bestandteil von Borsilikatglas verwendet.
Alle diese Geräte stammen aus der Sowjetzeit und haben mittlerweile ihre projektierte Lebensdauer überschritten. Aufgrund der schleppenden Demontage und Entsorgung durch die zuständigen Behörden, der unvollständigen Dokumentation der Typen und Standorte und der meist unzureichenden Sicherung dieser Anlagen kam es mindestens bis 2006 zu Freisetzungen strahlenden Materials durch Korrosion und insbesondere durch Metall-Diebstähle.
Aus Georgien wurde berichtet, dass drei Holzsammler im Jahr 2001 im Wald die liegengelassenen Bestandteile zweier Isotopenbatterien ehemaliger mobiler militärischer Funkanlagen fanden, sich daran in der Nacht wärmten und daraufhin in einem Krankenhaus wegen massiven Symptomen von Strahlenkrankheit behandelt werden mussten (siehe Radiologischer Unfall von Lia). Entsprechende Meldungen gingen bis an die IAEO. Für die darauf folgende Räumungsaktion waren starke Schutzauflagen erforderlich. In Georgien wird von der IAEA und der georgischen Regierung aktiv nach sogenannten Orphan-Strahlern („herrenlose Strahler“) gesucht, da es bereits zu schwerwiegenden Strahlenschäden kam. Neben den 90Sr enthaltenden RTGs sind das vor allem 137Caesium-Quellen aus militärischer und landwirtschaftlicher Nutzung.
Bis zum Jahr 2012 wurden die 1007 russischen Radioisotopengeneratoren mit Hilfe von Frankreich, Norwegen, Kanada und den USA eingesammelt. Die Radioisotopengeneratoren wurden daraufhin bei DalRAO in der Nähe von Wladiwostok und bei RosRAO bei Moskau eingelagert. Die restlichen noch vorhandenen Radioisotopengeneratoren sollen in den kommenden Jahren ebenfalls eingesammelt werden, so dass ab dem Jahr 2025 keine RTGs mehr auf russischem Territorium vorhanden sind. Drei russische Radioisotopengeneratoren gelten in der Arktis als vermisst.
Patienten, welche über einen im Ausland implantierten RTG-betriebenen Herzschrittmacher verfügen, sind in Deutschland nicht zentral registriert. Bei der Einäscherung verstorbener Träger von Plutoniumbatterien oder bei der Verwertung der in der Asche zurückgebliebenen Metallimplantate kann es Probleme geben.

## Trivia
Der Titel des Pink-Floyd-Lieds Atom Heart Mother geht auf einen Zeitungsartikel des Evening Standard zurück, in dem über eine Frau berichtet wird, der ein mit einer Radionuklidbatterie betriebener Herzschrittmacher eingesetzt wurde.
Im Videospiel Kerbal Space Programm gibt es ein Bauteil (Radioisotopischer Thermoelektrischer Generator PB-NUK), welches dem Aussehen, der Systems for Nuclear Auxiliary Power (SNAP), nachempfunden wurde. Es ist eines der wenigen Kerntechnik-Bauteile im Spiel.